# Hatterasův ostrov
Hatterasův ostrov (dříve Croatoan) je protáhlý ostrov ležící nedaleko východního pobřeží Severní Karolíny. V letech 1585 – 1587 zde byla kolonie 110 osob, kde se 18. srpna 1587 narodilo první dítě anglicky mluvících osadníků v Novém světě; dostalo jméno Virginia Dare. Když se vůdce osadníků v roce 1590 znovu vrátil na ostrov, našel zde jen pozůstatky z osídlení. Nikdy nebylo vysvětleno, co se v osadě odehrálo. Tato druhá osada vstoupila do historie jako Ztracená kolonie. Zmizení jejích obyvatel je stále záhadou.
Od pevniny je ostrov oddělen uzavřeným zálivem Pamlico Sound. Na východním pobřeží ostrova se nachází Hatterasův mys a města Rodanthe, Salvo, Avon, Buxton, Frisco a Hatteras. Byl zde vybudován maják významný pro námořní plavbu. První maják byl na mysu postaven v roce 1803 a nahrazern dalším majákem v roce 1870. Současný maják z roku 2009 je nejvyšším v USA a zároveň nejvyšším zděným majákem na světě. V roce 1999 si postupující pobřežní čára vynutila přemístění majáku více do vnitrozemí. Na ostrově se provozuje hlavně sportovní rybolov, surfing, windsurfing a kiteboarding. Pro turisty je zde nabízeno rozličné ubytování od hotelů a bytů až po luxusní přímořské chalupy. Ostrov je často používán pro pořádání svateb, rodinných oslav a dalších speciálních událostí.